# Атішев Радислав Олександрович
Радисла́в Олекса́ндрович Атішев (нар. 14 червня 1988 — 18 травня 2016) — молодший сержант Збройних сил України, учасник російсько-української війни.

## Життєпис
Народився 1988 року у місті Бердичів (Житомирська область), навчався в Бердичівському загальноосвітньому навчально-виховному комплексі. 2002 року закінчив 9 класів Бердичівської ЗОШ № 6 імені Житниченка І. В., 2008-го — відділення «музичне мистецтво» Бердичівського педагогічного коледжу; заочно навчався в Харківській державній академії культури.
У грудні 2015 року підписав контракт; молодший сержант, сержант-інструктор навчального взводу підготовки снайперів, школа підготовки снайперів 199-го навчального центру. З 6 квітня 2016 року перебував в зоні бойових дій у складі взводно-тактичної групи Навчального центру.
18 травня 2016-го загинув пополудні від кулі ворожого снайпера в промзоні Авдіївки. Цього часу Радислав укріплював позиції мішками з піском, снайпер поцілив йому у бік між пластинами бронежилета, куля пройшла навиліт.
20 травня 2016 року з Радиславом попрощалися у військовій частині в Житомирі, 21 травня похований на міському кладовищі Бердичева.
Без Радислава лишилися мама та дві сестри.

## Нагороди та вшанування
- указом Президента України № 330/2016 від 11 серпня 2016 року «за особисту мужність і високий професіоналізм, виявлені у захисті державного суверенітету та територіальної цілісності України, вірність військовій присязі» — нагороджений орденом «За мужність» III ступеня (посмертно)[1]
- У серпні 2016 року в Житомирі Житомир на території військової частини А2900, де проходив військову службу Радислав, йому встановлено меморіальну дошку
- 13 жовтня 2016 року на фасаді будівлі Бердичівського педагогічного коледжу відкрито меморіальну дошку Радиславу Атішеву.